# Limnodriloides victoriensis
Limnodriloides victoriensis är en ringmaskart som beskrevs av Brinkhurst och Baker 1979. Limnodriloides victoriensis ingår i släktet Limnodriloides och familjen glattmaskar. Inga underarter finns listade i Catalogue of Life.